# Cerastium perfoliatum
Cerastium perfoliatum är en nejlikväxtart som beskrevs av Carl von Linné. Cerastium perfoliatum ingår i släktet arvar, och familjen nejlikväxter. Inga underarter finns listade i Catalogue of Life.